# بعثة نمرود

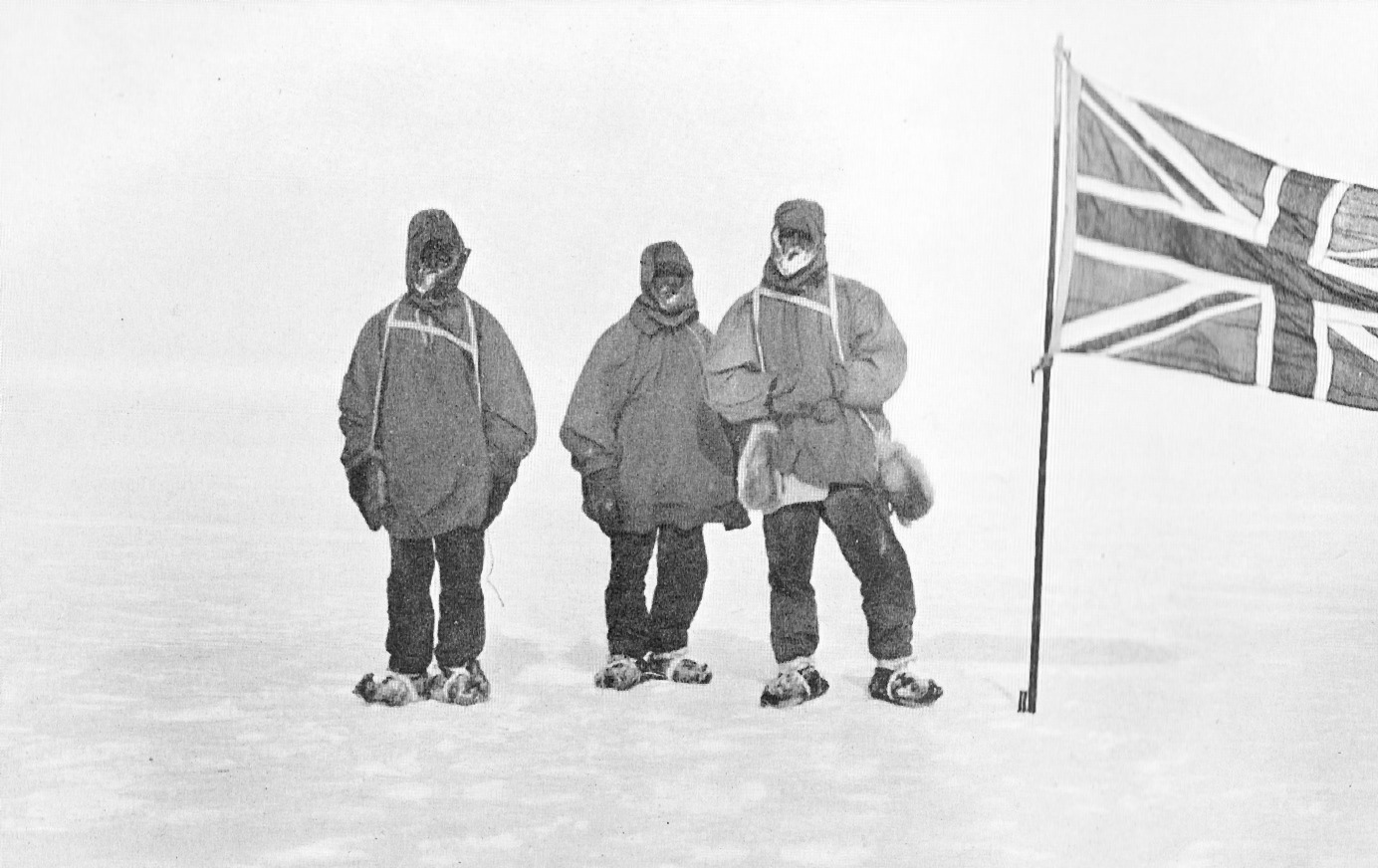
قام كل من جيمسون آدامز وفرانك ويل وإريك مارشال (من اليسار إلى اليمين) بزرع علم المملكة المتحدة في موقعهم أقصى الجنوب، 88° 23'، في 9 يناير 1909. تم التقاط الصورة من قبل قائد الرحلة إيرنست شاكلتون.

كانت الرحلة الاستكشافية البريطانية في القطب الجنوبي 1907-1909، والمعروفة باسم بعثة نمرود، أول رحلة من ثلاث بعثات إلى القارة القطبية الجنوبية بقيادة إرنست شاكلتون. كان هدفها الرئيسي من بين مجموعة من الأهداف الجغرافية والعلمية، أن تكون أول من يصل إلى القطب الجنوبي. لم يتم تحقيق ذلك، لكن المسيرة الجنوبية للبعثة وصلت إلى أقصى جنوب خط العرض 88 درجة 23، فقط 97.5 ميل بحري (180.6 كم ؛ 112.2 ميل) من القطب. كانت هذه أطول رحلة قطبية جنوبية حتى هذا التاريخ وتقاربًا قياسيًا في أي من القطبين. [a] وصلت مجموعة منفصلة بقيادة الأستاذ الجيولوجي الأسترالي إدجوورث ديفيد إلى الموقع المقدر للقطب المغناطيسي الجنوبي، وحققت الرحلة أيضًا أول صعود لجبل إريباص، ثاني أعلى بركان في القارة.
افتقرت الحملة إلى الدعم الحكومي أو المؤسسي، واعتمدت على القروض الخاصة والمساهمات الفردية. كانت تعاني من مشاكل مالية واستعدت على عجل. كانت سفينتها، نمرود، أصغر من نصف حجم السفينة الاستكشافية لروبرت فالكون سكوت من طراز ديسكفري بين الأعوام 1901–1904، وكان طاقم شاكلتون يفتقر إلى الخبرة ذات الصلة. نشأ الجدل بسبب قرار شاكلتون في تمركز البعثة في خليج ماكموردو، بالقرب من المقر القديم لسكوت، في خرق وعده لسكوت بأنه لن يفعل ذلك. ومع ذلك وعلى الرغم من أن ماف البعثة كان في البداية متواضع بشكل كبير من حيث خبرة سكوت قبل ست سنوات، إلا أن إنجازاته جذبت الاهتمام على المستوى الوطني وجعلت شاكلتون بطلاً. قام الفريق العلمي، الذي ضم القائد المستقبلي بعثة الاستكشاف الأسترالية دوجلاس ماوسون، بعمل جيولوجي وحيواني وأرصادي موسع. كانت ترتيبات النقل عند شاكلتون، مستندة على المُهور المنشورية، وسيارات الجر، وكلاب جر الزلاجات، كانت ابتكارات، والتي على الرغم من نجاحها المحدود ، قام سكوت بنسخها في وقت لاحق من أجل رحلة تيرا نوفا المشؤومة.
عند عودته تغلب شاكلتون على الشك الأولي للجمعية الملكية الجغرافية بشأن إنجازاته وحصل على العديد من الألقاب العامة، بما في ذلك لقب فارس من الملك إدوارد السابع. كان قد حقق مكسبًا ماليًا قليلًا من الرحلة، واعتمد في النهاية على منحة حكومية لتغطية التزاماته. في غضون ثلاث سنوات تم تجاوز إنجازه في الذهاب إلى أقصى الجنوب، عندما وصل روال أموندسن ومن بعده سكوت إلى القطب الجنوبي. في لحظات انتصاره، دَوّنَ أموندسن: «سيكتب اسم السير إرنست شاكلتون دائمًا في سجلات استكشاف المنطقة القطبية الجنوبية بأحرف من نار».

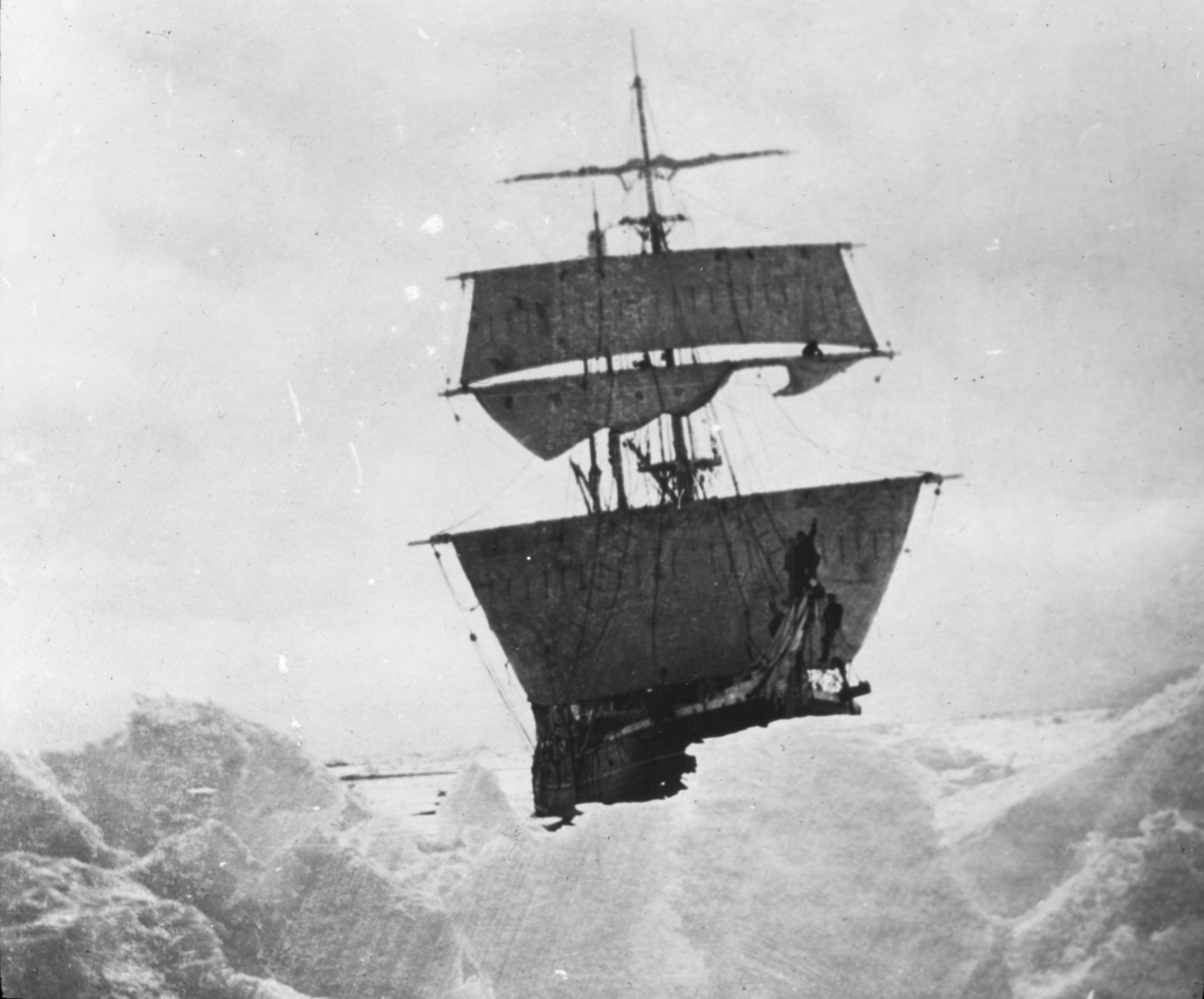
سفينة نمرود في جليد القارة القطبية